# Tanques antirrolamento
Tanques antirrolamento são reservatórios montados em navios, a fim de melhorar sua resposta ao movimento de rolamento, a rotação do navio em torno de seu eixo longitudinal. Os reservatórios são equipados com chicanas, montadas de forma a diminuir a taxa de transferência de água de bombordo para estibordo. O tanque é projetado tal que a maior quantidade de água fica retida na parte superior do reservatório. Durante o rolamento a água que despenca de um lado é desviada pelas chicanas para o lado oposto, contrabalançando o rolamento.
O tanque antirrolamento foi inventado pelo engenheiro Hermann Frahm e construído a primeira vez em 1912 no navio RMS Laconia (1911).